# Rodrigo José Lima dos Santos
Rodrigo José Lima dos Santos, noto anche come Lima (Monte Alegre, 11 agosto 1983), è un ex calciatore brasiliano, di ruolo attaccante.

## Statistiche

### Presenze e reti nei club
Statistiche aggiornate al 30 giugno 2015.
| Stagione        | Squadra         | Campionato      | Campionato | Campionato | Coppe nazionali | Coppe nazionali | Coppe nazionali | Coppe continentali | Coppe continentali | Coppe continentali | Altre coppe | Altre coppe | Altre coppe | Totale | Totale |
| Stagione        | Squadra         | Comp            | Pres       | Reti       | Comp            | Pres            | Reti            | Comp               | Pres               | Reti               | Comp        | Pres        | Reti        | Pres   | Reti   |
| --------------- | --------------- | --------------- | ---------- | ---------- | --------------- | --------------- | --------------- | ------------------ | ------------------ | ------------------ | ----------- | ----------- | ----------- | ------ | ------ |
| 2009            | Avaí            | A               | 8          | 1          | -               | -               | -               | -                  | -                  | -                  | -           | -           | -           | 8      | 1      |
| 2009-2010       | Belenenses      | PL              | 27         | 7          | CP+CdL          | 3+2             | 4+1             | -                  | -                  | -                  | -           | -           | -           | 32     | 12     |
| 2010-2011       | Braga           | PL              | 28         | 6          | CP+CdL          | 1+2             | 0+3             | UCL+UEL            | 10+9               | 4+1                | -           | -           | -           | 50     | 14     |
| 2011-2012       | Braga           | PL              | 30         | 20         | CP+CdL          | 2+3             | 0+2             | UEL                | 9                  | 4                  | -           | -           | -           | 44     | 26     |
| ago. 2012       | Braga           | PL              | 2          | 0          | CP+CdL          | 0               | 0               | UCL                | 2                  | 0                  | -           | -           | -           | 4      | 0      |
| Totale Braga    | Totale Braga    | Totale Braga    | 60         | 26         |                 | 8               | 5               |                    | 30                 | 9                  |             | -           | -           | 98     | 40     |
| ago. 2012-2013  | Benfica         | PL              | 27         | 20         | CP+CdL          | 7+3             | 5+3             | UCL+UEL            | 5+7                | 1+1                | -           | -           | -           | 49     | 30     |
| 2013-2014       | Benfica         | PL              | 28         | 14         | CP+CdL          | 6+4             | 2+0             | UCL+UEL            | 5+8                | 1+4                | -           | -           | -           | 51     | 21     |
| 2014-2015       | Benfica         | PL              | 34         | 19         | CP+CdL          | 1+2             | 0               | UCL                | 6                  | 0                  | SP          | 1           | 0           | 44     | 19     |
| Totale Benfica  | Totale Benfica  | Totale Benfica  | 89         | 53         |                 | 23              | 10              |                    | 31                 | 7                  |             | 1           | 0           | 144    | 70     |
| 2015-2016       | Shabab Al-Ahli  | AGL             | 11         | 11         | CdL             | 3+              | 3               | ACL                | 6                  | 4                  | -           | -           | -           | 20+    | 18     |
| 2016-2017       | Shabab Al-Ahli  | AGL             | 8          | 6          | CdL             | 3+              | 3               | -                  | -                  | -                  | SUAE        | 1           | 1           | 12+    | 10     |
| Totale Al Ahli  | Totale Al Ahli  | Totale Al Ahli  | 19         | 17         |                 | 6+              | 6               |                    | 6                  | 4                  |             | 1           | 1           | 32+    | 28     |
| Totale carriera | Totale carriera | Totale carriera | 203        | 104        |                 | 42+             | 26              |                    | 67                 | 20                 |             | 2           | 1           | 314+   | 151    |

## Palmarès

### Club

#### Competizioni statali
- Campionato Paraense: 1

Paysandu: 2005

#### Competizioni nazionali
- Coppa di Lega portoghese: 2

Benfica: 2013-2014, 2014-2015
- Campionato portoghese: 2

Benfica: 2013-2014, 2014-2015
- Coppa del Portogallo: 1

Benfica: 2013-2014
- Supercoppa di Portogallo: 1

Benfica: 2014
- Campionato emiratino: 1

Al-Ahli: 2015-2016
- UAE Super Cup: 1

Al-Ahli: 2016

### Individuale
- Capocannoniere della Primeira Liga: 1

2011-2012 (20 gol)